# 1953 en photographie
| Années de la photographie : 1950 - 1951 - 1952 - 1953 - 1954 - 1955 - 1956    |
| Décennies de la photographie : 1920 - 1930 - 1940 - 1950 - 1960 - 1970 - 1980 |

Cet article présente les faits marquants de l'année 1953 en photographie.

## Évènements
- La photo-journaliste américaine Inge Morath rejoint l'agence Magnum en tant que photographe (c'est la première femme à y être acceptée) et publie dans la revue anglaise Holiday Magazine une photographie de la milliardaire Eveleigh Nash au palais de Buckingham.
- Albert Plécy, rédacteur en chef de la revue française Point de vue – Images du monde y crée une rubrique hebdomadaire sur les deux pages centrales Salon permanent de la photo, où il montre les images de nombreux photographes humanistes comme Robert Doisneau, Izis, Willy Ronis, Henri Cartier-Bresson, Jean Dieuzaide, Sabine Weiss, Frank Horvat, Gisèle Freund, Ernst Haas, Werner Bischof, Paul Almásy, Denis Brihat[1],[2].
- La Bibliothèque photographique Giraudon, maison d'édition photographique française spécialisée dans l'art, l'histoire et l'archéologie, fondée en 1877, cesse ses activités et vend son fonds de 38 000 négatifs et 18 000 tirages à la Librairie Larousse[3].

## Photographies notables
- Marc Riboud, Le Peintre de la Tour Eiffel[4].
- Paul Strand, La famille Lusetti, Luzzara (en), une femme âgée, veuve, posant avec ses cinq fils adultes sur le seuil de sa maison, à Luzzara dans le nord de l'Italie[5],[6] ; la photographie sera la couverture de l'ouvrage Paese que Strand publie avec Cesare Zavattini en 1955 chez Einaudi à Turin[7].
- 16 avril : Roger St-Jean, photographe québécois qui couvre les matchs de hockey sur glace, rate, en raison d'un problème technique avec son flash, la photographie du but lors du match pour la coupe Stanley, mais est le seul des photographes présents à prendre une minute plus tard la photographie de deux joueurs de l’équipe gagnante s'étreignant pour se féliciter et leurs bâtons traçant le V de la victoire, sous le regard dépité du capitaine de l'équipe adverse assis sur la glace[8],[9].

## Livres de photographies
- Raymond Cauchetier, Ciel de guerre en Indochine (préface de Lionel-Max Chassin), Saïgon, Commandement de l'air en Extrême-Orient ; impression à Lausanne par Héliographia.

- Philippe Halsman : (en) Dali's mustache : a photographie interview, New York, Simon and Schuster, 1953, 126 p. ; édition française : Dali's mustache : une interview photographique par Salvador Dalí et Philippe Halsman, Paris, Arthaud, 1985, 127 p.  (ISBN 9782700305340)[10],[11].

- Ylla, Animaux d'Afrique, texte de Louis Leakey et Michel Ragon, Paris, R. Delpire (coll. « Neuf », no  10), 1953, 144 p.[12].

- Izis, Paradis terrestre, Lausanne, La Guilde du livre ; texte de Colette[13],[14].

## Films sur la photographie
- Don Weis, Cupidon photographe (I Love Melvin), film musical américain.

## Expositions
- janvier : exposition de la Société française de photographie, Maison de la Chimie, Paris[15].
- 26 février - 1er avril : Always the Young Strangers, Museum of Modern Art (MoMA), New York, commissaire d'exposition Edward Steichen, avec notamment des  photographies de Shirley Burden (en), Farrell Grehan (en), Yasuhiro Ishimoto, Saul Leiter[16], Leon Levinstein (en) et Naomi Savage (en)[17].
- 26 mai - 23 août : Postwar European Photography, Museum of Modern Art (MoMA), New York, commissaire d'exposition Edward Steichen[18]

les œuvres de 77 photographes sont exposées, dont Eva Besnyő, Werner Bischof, Édouard Boubat, Brassaï, Henri Cartier-Bresson, Robert Doisneau, Ed van der Elsken, Robert Frank, Ernst Haas, Izis, Willy Ronis, Otto Steinert, Jakob Tuggener, Sabine Weiss..
- juin - 10 juillet : Ervin Marton, galerie Saint-Jacques, Paris[19].
- juillet - août : Mostra della fotografia a Roma dalle origini al 1915, Palazzo Braschi, Rome[20],[21].

## Festivals et congrès photographiques
- 8e Salon national de la photographie, Bibliothèque nationale, Paris[22].

## Prix et récompenses
- Prix Pulitzer de photographie : William M. Gallagher (en), photographie du candidat à l'élection présidentielle américaine Adlai Stevenson publiée dans The Flint Journal[23].

## Naissances
- 1er janvier : Nicolaus Schmidt, artiste et photographe allemand.
- 26 février : Christian Caujolle, journaliste et photographe français, l'un des fondateurs de l’Agence Vu.
- 19 mars : Hans Danuser, photographe suisse, mort le 26 août 2024.
- 10 avril : Gérard Rondeau, photographe français, mort le 13 septembre 2016.
- 29 avril : Gilles Kervella, photographe et éditeur français, lauréat en 1980 du Prix Niépce.
- 20 mai : 
  - Michel Denis-Huot, photographe animalier français.
  - Jean Lauzon, photographe et essayiste canadien, fondateur du Musée national de la photographie à Drummondville au Québec.
- 5 juin : Akira Gomi, photographe japonais.
- 24 juin : Philippe Robert, photographe français.
- 27 juillet : Bogdan Konopka, photographe documentaire polonais, mort le 19 mai 2019.
- 13 août : Bernard Lesaing, photographe français.
- 15 août : Pascal Dolémieux, photographe français, lauréat en 1983 du Prix Niépce.
- 12 septembre : Nan Goldin, photographe américaine.
- 20 novembre : Michael Kenna, photographe de paysage britannique, actif aux États-Unis.
- 28 novembre : Tom Stoddart, photographe et photojournaliste indépendant britannique, mort le 17 novembre 2021.

- Date précise inconnue ou non renseignée :
  - Henry Ausloos, photographe animalier belge.
  - Arnaud Baumann, photographe portraitiste et vidéaste français.
  - Nikos Economopoulos, photographe grec, membre de l’agence Magnum Photos.
  - Touhami Ennadre, photographe franco-marocain.
  - Masato Seto, photographe japonais d'origine thaï, lauréat en 1996 du prix Kimura Ihei.
  - Franco Zecchin, photographe et photojournaliste italien.

## Décès
- 28 janvier : Gaston-Henri Niewenglowski, médecin et photographe français, auteur d'ouvrages de vulgarisation sur la photographie, né le 11 février 1871.
- 13 février : Alfonso Sánchez García, photographe espagnol, né le 21 février 1880.
- 9 mars : 
  - Hugo Bernatzik, anthropologue et photographe autrichien, né le 26 mars 1897.
  - Joseph Malicot, photographe et éditeur français de cartes postales, né le 31 mai 1874.
- 25 avril : Paul Senn, photographe suisse, né le 14 août 1901.
- 7 juillet : Francesco Chigi, photographe italien, né le 4 avril 1881.
- 9 septembre : Björn Soldan, photographe et réalisateur de cinéma finlandais, né le 6 octobre 1902.
- 7 décembre : Merl LaVoy, photographe et photojournaliste américain, bé le 14 décembre 1885.

- Date précise inconnue ou non renseignée :
  - Alexander Stewart, connu sous le nom de Sasha, photographe britannique, né en 1892.

## Célébrations
Centenaire de naissance
- Martial Caillebotte
- Frederick H. Evans
- Édouard Hannon
- Gabrielle Hébert
- Charles-Édouard Hocquard
- Hugues Krafft
- James Lafayette
- Gabriel Lekegian
- Joaquim Augusto de Sousa (pt)
- Francis Meadow Sutcliffe
- Suzanne Tranchant
- John Claude White (en)